# クリスタル・ダン
クリスタル・アリシア・スブリエ（旧姓:クリスタル・アリシア・ダン、1992年7月3日 - ）は、アメリカ合衆国ニューヨーク州ニューハイドパーク出身の女子サッカー選手。NWSL・NJ/NY ゴッサムFC所属。ポジションはMF（ウインガー）。アメリカ代表。

## 経歴
得点力もあるサイドアタッカー。2021年にはCONCACAF年間最優秀選手賞で女子最優秀選手に選ばれた。
ノースカロライナ・カレッジでナショナル・ウィメンズ・サッカーリーグを初制覇し、アメリカ代表では2018 CONCACAF女子選手権と2019 FIFA女子ワールドカップで優勝、2020年東京五輪では3位など沢山のタイトルを獲得した。

## タイトル

### クラブ
チェルシーFCウィメン
- ウィメンズ・スーパーリーグ・スプリングシリーズ: 1回 (2017)

ノースカロライナ・カレッジ
- NWSLチャンピオンズ[注釈 1]: 2回 (2018, 2019)
- NWSLシールド[注釈 2]: 1回 (2018, 2019)

ポートランド・ソーンズFC
- NWSLチャンピオンズ: 1回 (2022)
- NWSLチャレンジカップ: 1回 (2021)
- 女子インターナショナル・チャンピオンズ・カップ（英語版）: 1回 (2021)

### 代表
U20アメリカ女子代表
- FIFA U-20女子ワールドカップ: 1回 (2012)
- CONCACAF U-20女子選手権: 1回 (2012)

アメリカ女子代表
- オリンピック 金メダル: 1回 (2024)
- FIFA女子ワールドカップ: 1回 (2019)
- CONCACAF女子ゴールドカップ: 1回 (2018)
- シービリーブスカップ: 4回 (2016, 2018, 2020, 2021, 2023, 2024)
- トーナメント・オブ・ネイションズ: 1回 (2018)
- アルガルヴェ・カップ: 1回 (2015)

### 個人
- Hermann Trophy: 2012
- ホンダスポーツ賞: 2012-13
- ACC Player of the Year: 2012
- ACC Defensive Player of the Year: 2010
- ACC Offensive Player of the Year: 2013
- Soccer America Player of the Year Award: 2012
- NWSL
  - 週間ベストプレイヤー: 2015年 (第3週, 第8週, 第11週, 第16週, 第18週, 第20週), 2018年 (第8週, 第13週), 2021年 (第6週)
  - 月間ベストプレイヤー: 2015年8月, 2018年6月
  - 最優秀選手賞: 2015
  - ベストXI: 2015, 2018
  - セカンドXI[注釈 3]: 2016, 2019
  - ゴールデンブーツ: 2015（15ゴール）
- CONCACAF リオ五輪最終予選得点女王: 2016（6ゴール）
- IFFHS 女子世界ドリームチーム: 2019
- CONCACAF Wチャンピオンシップ ベストXI: 1回 (2018)
- CONCACAF 東京五輪最終予選得点女王: 1回 (2020)
- CONCACAF女子年間最優秀選手賞: 1回 (2021)